# Gerry Weber
Gerry Weber est une entreprise allemande du secteur de la mode.

## Histoire
La société a été fondée en 1973 par Gerhard Weber et Udo Hardieck.
À partir de 1986, Gerry Weber sponsorise la tenniswoman Steffi Graf, qui est alors en pleine montée de popularité.
En 1993, la société ferme un atelier de 90 employés en Allemagne pour le délocaliser au Portugal, une opération en partie financée par la CEE. En 1994, la marque s'implante en France.
En 2011, Gerry Weber sort une collection de lunettes pour femmes en partenariat avec l'opticien japonais Aoyama.
En décembre 2014, Gerry Weber rachète l'enseigne de mode féminine Hallhuber au fonds Change Capital Partners.

## Activités
Les produits Gerry Weber sont commercialisés sous plusieurs marques :
- Gerry Weber ;
- Taifun, collections pour jeunes ;
- Samoon, collections féminines grandes tailles.